# Ричарда да Салуцо
Ричарда да Салуцо (на италиански: Ricciarda di Saluzzo; * 1410; † 16 август 1474, Ферара, Папска държава) от рода Дел Васто, кадетска линия на рода Алерамичи, е чрез брак маркграфиня на Ферара, Модена и Реджо.

## Произход
Тя е дъщеря на Томас III от Салуцо (* 1396, † 1416), маркграф на Салуцо, и на съпругата му Маргарита дьо Пиерпон (* 1390, † 1419). Нейни дядо и баба по бащина линия са маркграф Федерико II дел Васто и на Беатрис Женевска, а по майчина – Юг дьо Пиерпон, граф на Руси и Брен, и Бланш дьо Куси. Има един брат и три сестри:
- Джована († 1458), съпруга на Ги IV дьо Клермон Несл
- Лудовико I (1406 – 1475), маркграф на Салуцо (1416 – 1475), съпруг на Изабела от Монферат
- Беатриче, монахиня
- Изабела, съпруга на Жорж дю Рейние

Има и двама полубратя и две полусестри от извънбрачна връзка на баща си, сред които Валерано, регент на Маркграфство Салуцо.

## Биография
През 1429 г. се омъжва за Николо III д'Есте, .маркграф на Ферара, Модена и Реджо. Тя е третата му съпруга. Когато той умира през 1441 г., първородният им син Ерколе би трябвало да наследи баща си като негов законен син. Вместо това първородният извънбрачен син на Николо, Леонело, наследява маркграфството според завещанието на баща си. Възмутена от това, Ричарда решава през октомври 1443 г. да напусне държавата на Есте, за да се оттегли в Салуцо в земите на баща си, като обещава, че никога няма да се върне във Ферара, освен ако не види един от синовете си като херцог.
Двете ѝ деца, Ерколе и Сиджизмондо, оставени без закрилата на майка си, саизпратени от техния полубрат Леонело през октомври 1445 г. в двора на Неапол при крал Алфонсо I Великодушния, така че да бъдат обучени във военното майсторство. След като Леонело умира, той е наследен от брат си Борсо, който отзовава своите полубратя Ерколе и Сиджизмондо във Ферара. Между двамата се установява нещо като мълчаливо споразумение: Борсо няма да се жени и няма да има наследници, а Ерколе няма да подкопава господството на брат си. След смъртта на Борсо през 1471 г., измествайки другия претендент Николо, син на Леонело, Ерколе успява да се издигне до херцог. Дотогава Ричарда никога не се е връщала във Ферара и никога не е виждала децата си: дори когато получава новината, че по-младият Сиджизмондо е ранен в бедрото по време на турнир, тя се ограничава до това да помоли Боршо за уверение, че е добре, нито пък се появява през 1467 г., когато Ерколе е тежко ранен по време на битката при Рикардина и е болен две години.
Веднага след като новината за номинацията на Ерколе за херцог достига до нея, молбите ѝ да се върне във Ферара стават все по-сърдечни. По някаква причина, въпреки че я нарича „моята най-мила майка“ в писмото си и заявява желанието си да я види отново, Ерколе я кара да чака цяла година, преди да ѝ даде разрешение да се върне във Ферара. Най-накрая, през юни 1472 г., тя успява да прегърне двете деца, които не е виждала почти тридесет години.
Във Ферара Ричарда прекарва последните години от живота си в мир, посрещайки снаха си Елеонора Арагонска и виждайки раждането на внучка си Изабела, преди да почине на 16 август 1474 г. Погребана е до съпруга си в църквата „Санта Мария дели Анджели“.

## Брак и потомство
∞ 1429 г. за Николò III д’Есте (1384 – 1441), маркграф на Ферара, Модена и Реджо нел'Емилия, от когото има двама сина:
- Ерколе I д’Есте, наречен още Безстрашният рицар и Трамонтана (* 24 октомври 1431, Ферара, Херцогство Ферара; † 25 януари 1505, Ферара, Херцогство Ферара), 2-ри херцог на Ферара, Модена и Реджо (1471 – 1505), ∞ 3 юли 1473 Елеонора Арагонска (* 22/23 юни 1450, Неапол; † 11 октомври 1493, Ферара), дъщеря на крал Фердинанд I, от която има четирима сина и две дъщери
- Сиджизмондо д'Есте (* 31 август 1433, Ферара, Папска държава; † 1 април 1507, Рим, Папска държава), сеньор на Сан Мартино, Кампогалиано, Кастеларано, Сан Касиано и Роделя от 1501 до 1507 г., управител на Реджо, губернатор и лейтенант във войската на Херцогство Ферара, генерален капитан на армиите на Херцога на Ферара, ∞ за Пицокара, от която има три дъщери. Има и един извънбрачен син.

- Николо III д'Есте, 
съпруг
- Ерколе I д’Есте,
 син
- Сиджизмондо I д’Есте,
 син